# Deelnemers UEFA-toernooien Rusland
Onderstaande tabellen bevatten de deelnemers aan de UEFA-toernooien uit Rusland.

## Mannen
Voor deelname van Russische clubs voor 1992 zie deelnemers UEFA-toernooien Sovjet-Unie.
NB Klikken op de clubnaam geeft een link naar het Wikipedia-artikel over het betreffende toernooi in het betreffende seizoen.
| Seizoen  | Champions League                                           | Europacup II                                                                                     | UEFA Cup                                                                   | Intertoto Cup                                                      |
| -------- | ---------------------------------------------------------- | ------------------------------------------------------------------------------------------------ | -------------------------------------------------------------------------- | ------------------------------------------------------------------ |
| 1992/93  | CSKA Moskou                                                | Spartak Moskou                                                                                   | Dinamo Moskou Torpedo Moskou                                               |                                                                    |
| 1993/94  | Spartak Moskou                                             | Torpedo Moskou                                                                                   | Dinamo Moskou Lokomotiv Moskou Spartak Vladikavkaz                         |                                                                    |
| 1994/95  | Spartak Moskou                                             | CSKA Moskou                                                                                      | Dinamo Moskou Rotor Volgograd Tekstilsjtsjik Kamysjin                      |                                                                    |
| 1995/96  | Spartak Moskou                                             | Dinamo Moskou                                                                                    | Lokomotiv Moskou Rotor Volgograd Spartak Vladikavkaz                       |                                                                    |
| 1996/97  | Alania Vladikavkaz ->                                      | Lokomotiv Moskou                                                                                 | Alania Vladikavkaz CSKA Moskou Dinamo Moskou Spartak Moskou Torpedo Moskou | KAMAZ Naberezjnye Tsjelny Oeralmasj Jekaterinaburg Rotor Volgograd |
| 1997/98  | Spartak Moskou ->                                          | Lokomotiv Moskou                                                                                 | Spartak Moskou Alania Vladikavkaz Rotor Volgograd                          | Dinamo Moskou Lokomotiv Niznji Novgorod Torpedo Moskou             |
| 1998/99  | Spartak Moskou                                             | Lokomotiv Moskou                                                                                 | Dinamo Moskou Rotor Volgograd                                              | Baltik Kaliningrad Sjinnik Jaroslavl                               |
| Seizoen  | Champions League                                           | UEFA Cup                                                                                         | Intertoto Cup                                                              |                                                                    |
| 1999/00  | CSKA Moskou Spartak Moskou ->                              | Spartak Moskou Lokomotiv Moskou Zenit Sint-Petersburg                                            | Rostselmasj Rostov                                                         |                                                                    |
| 2000/01  | Lokomotiv Moskou -> Spartak Moskou                         | Lokomotiv Moskou Alania Vladikavkaz CSKA Moskou Dinamo Moskou Torpedo Moskou                     | Rostselmasj Rostov Zenit Sint-Petersburg                                   |                                                                    |
| 2001/02  | Lokomotiv Moskou -> Spartak Moskou                         | Lokomotiv Moskou Anzji Machatsjkala Dinamo Moskou Torpedo Moskou Tsjernomorets Novorossiejsk     |                                                                            |                                                                    |
| 2002/03  | Lokomotiv Moskou Spartak Moskou                            | CSKA Moskou Zenit Sint-Petersburg                                                                | Krylja Sovetov Samara                                                      |                                                                    |
| 2003/04  | CSKA Moskou Lokomotiv Moskou                               | Spartak Moskou Torpedo Moskou                                                                    |                                                                            |                                                                    |
| 2004/05  | CSKA Moskou ->                                             | CSKA Moskou Roebin Kazan Terek Grozny Zenit Sint-Petersburg                                      | Sjinnik Jaroslavl Spartak Moskou                                           |                                                                    |
| 2005/06  | Lokomotiv Moskou ->                                        | Lokomotiv Moskou CSKA Moskou Krylja Sovetov Samara Zenit Sint-Petersburg                         |                                                                            |                                                                    |
| 2006/07  | CSKA Moskou -> Spartak Moskou ->                           | CSKA Moskou Spartak Moskou Lokomotiv Moskou Roebin Kazan                                         | FK Moskou                                                                  |                                                                    |
| 2007/08  | CSKA Moskou Spartak Moskou ->                              | Spartak Moskou Lokomotiv Moskou Zenit Sint-Petersburg                                            | Roebin Kazan                                                               |                                                                    |
| 2008-09  | Spartak Moskou -> Zenit Sint-Petersburg ->                 | Spartak Moskou Zenit Sint-Petersburg CSKA Moskou FK Moskou                                       | FK Satoern                                                                 |                                                                    |
| Seizoen  | Champions League                                           | Europa League                                                                                    |                                                                            |                                                                    |
| 2009/10  | CSKA Moskou Dinamo Moskou -> Roebin Kazan ->               | Dinamo Moskou Roebin Kazan Amkar Perm Krylja Sovetov Samara Zenit Sint-Petersburg                |                                                                            |                                                                    |
| 2010/11  | Roebin Kazan -> Spartak Moskou -> Zenit Sint-Petersburg -> | Roebin Kazan Spartak Moskou Zenit Sint-Petersburg CSKA Moskou Lokomotiv Moskou Sibir Novosibirsk |                                                                            |                                                                    |
| 2011/12  | CSKA Moskou Roebin Kazan -> Zenit Sint-Petersburg          | Roebin Kazan Alania Vladikavkaz Lokomotiv Moskou Spartak Moskou                                  |                                                                            |                                                                    |
| 2012/13  | Spartak Moskou Zenit Sint-Petersburg ->                    | Zenit Sint-Petersburg Anzji Machatsjkala CSKA Moskou Dinamo Moskou Roebin Kazan                  |                                                                            |                                                                    |
| 2013/14  | CSKA Moskou Zenit Sint-Petersburg                          | Anzji Machatsjkala Koeban Krasnodar Roebin Kazan Spartak Moskou                                  |                                                                            |                                                                    |
| 2014/15  | CSKA Moskou Zenit Sint-Petersburg ->                       | Zenit Sint-Petersburg Dinamo Moskou FK Krasnodar FK Rostov Lokomotiv Moskou                      |                                                                            |                                                                    |
| 2015/16  | CSKA Moskou Zenit Sint-Petersburg                          | FK Krasnodar Lokomotiv Moskou Roebin Kazan                                                       |                                                                            |                                                                    |
| 2016/17  | CSKA Moskou FK Rostov ->                                   | FK Rostov FK Krasnodar Spartak Moskou Zenit Sint-Petersburg                                      |                                                                            |                                                                    |
| 2017/18  | CSKA Moskou -> Spartak Moskou ->                           | CSKA Moskou Spartak Moskou FK Krasnodar Lokomotiv Moskou Zenit Sint-Petersburg                   |                                                                            |                                                                    |
| 2018/19  | CSKA Moskou Lokomotiv Moskou Spartak Moskou ->             | Spartak Moskou FK Krasnodar FK Oefa Zenit Sint-Petersburg                                        |                                                                            |                                                                    |
| 2019/20  | FK Krasnodar -> Lokomotiv Moskou Zenit Sint-Petersburg     | FK Krasnodar Arsenal Toela CSKA Moskou Spartak Moskou                                            |                                                                            |                                                                    |
| 20120/21 | FK Krasnodar -> Lokomotiv Moskou Zenit Sint-Petersburg     | FK Krasnodar CSKA Moskou Dinamo Moskou FK Rostov                                                 |                                                                            |                                                                    |
| Seizoen  | Champions League                                           | Europa League                                                                                    | Europa Conference League                                                   |                                                                    |
| 2021/22  | Spartak Moskou Zenit Sint-Petersburg                       | Lokomotiv Moskou                                                                                 | Roebin Kazan PFK Sotsji                                                    |                                                                    |

### Deelnames
Aantal seizoenen
| 25x Spartak Moskou (exclusief deelnames Sovjet-Unie, 18x) 24x FK CSKA Moskou (exclusief deelnames Sovjet-Unie, 3x) 22x Lokomotiv Moskou 20x FK Zenit Sint-Petersburg (exclusief deelnames Sovjet-Unie als Zenit Leningrad, 4x) 13x FC Dinamo Moskou (exclusief deelnames Sovjet-Unie, 11x) 10x Roebin Kazan 07x FK Krasnodar 07x Torpedo Moskou (exclusief deelnames Sovjet-Unie, 13x) 06x FK Spartak Vladikavkaz (inclusief Alania, 4x) 05x FK Rostov (inclusief Rostselmasj, 2x) 05x FK Rotor Volgograd 03x Anzji Machatsjkala 03x Krylja Sovetov Samara 02x FK Moskou 02x Sjinnik Jaroslavl | 01x Amkar Perm 01x FK Arsenal Toela 01x Baltika Kaliningrad 01x KAMAZ Naberezjnye Tsjelny 01x FK Koeban Krasnodar 01x Lokomotiv Nizjni Novgorod 01x FK Oefa 01x Oeralmasj Jekaterinenburg 01x FK Satoern 01x Sibir Novosibirsk 01x PFK Sotsji 01x Tekstilsjtsjik Kamysjin 01x FC Terek Grozny 01x Tsjernomorets Novorossiejsk |

## Vrouwen
NB Klikken op de clubnaam geeft een link naar het Wikipedia-artikel over het betreffende toernooi in het betreffende seizoen.
| Seizoen | Women's Cup                        |
| ------- | ---------------------------------- |
| 2001/02 | Rjazan TNK                         |
| 2002/03 | VVS Samara                         |
| 2003/04 | FC Voronezj                        |
| 2004/05 | FC Voronezj                        |
| 2005/06 | Lada Togliatti                     |
| 2006/07 | FC Rossiyanka                      |
| 2007/08 | FC Rossiyanka                      |
| 2008/09 | Zvezda 2005 Perm                   |
| Seizoen | Champions League                   |
| 2009/10 | FC Rossiyanka Zvezda 2005 Perm     |
| 2010/11 | FC Rossiyanka Zvezda 2005 Perm     |
| 2011/12 | FC Rossiyanka FC Voronezj          |
| 2012/13 | FC Rossiyanka Zorky Krasnogorsk    |
| 2013/14 | FC Rossiyanka Zorky Krasnogorsk    |
| 2014/15 | Rjazan VDV Zvezda 2005 Perm        |
| 2015/16 | Zorky Krasnogorsk Zvezda 2005 Perm |
| 2016/17 | FC Rossiyanka Zvezda 2005 Perm     |
| 2017/18 | FC Rossiyanka Zvezda 2005 Perm     |
| 2018/19 | Rjazan VDV Zvezda 2005 Perm        |
| 2019/20 | Rjazan VDV Tsjertanovo Moskou      |
| 2020/21 | ŽFK CSKA Moskou                    |
| 2021/22 | ŽFK CSKA Moskou Lokomotiv Moskou   |

### Deelnames
09x FC Rossiyanka
08x Zvezda 2005 Perm
04x Rjazan VDV (inclusief Rjazan TNK)
03x FC Voronezj
03x Zorky Krasnogorsk
02x ŽFK CSKA Moskou
01x FK Lada Togliatti
01x Lokomotiv Moskou
01x VVS Samara
01x FK Tsjertanovo Moskou
Albanië ·
Andorra ·
Armenië ·
Azerbeidzjan ·
België ·
Bosnië en Herzegovina ·
Bulgarije ·
Cyprus ·
Denemarken ·
Duitsland ·
Engeland ·
Estland ·
Faeröer ·
Finland ·
Frankrijk ·
Georgië ·
Gibraltar ·
Griekenland ·
Hongarije ·
Ierland ·
IJsland ·
Israël ·
Italië ·
Kazachstan ·
Kroatië ·
Kosovo ·
Letland ·
Liechtenstein ·
Litouwen ·
Luxemburg ·
Malta ·
Moldavië ·
Montenegro ·
Nederland ·
Noord-Ierland ·
Noord-Macedonië ·
Noorwegen ·
Oekraïne ·
Oostenrijk ·
Polen ·
Portugal ·
Roemenië ·
Rusland ·
San Marino ·
Schotland ·
Servië ·
Slovenië ·
Slowakije ·
Spanje ·
Tsjechië ·
Turkije ·
Wales ·
Wit-Rusland ·
Zweden ·
Zwitserland

Historie:
DDR ·
Joegoslavië ·
Saarland ·
Sovjet-Unie ·
Tsjecho-Slowakije